# Adam Carson
Adam Alexander Carson (ur. 5 lutego 1975 Mountain View, CA, USA) – perkusista i jeden z założycieli zespołu AFI (A Fire Inside).
Adam przeprowadził się z rodziną do Ukiah, kiedy miał siedem lub osiem lat. W szkole średniej poznał Davey'ego Havoka – przyszłego wokalistę zespołu AFI. Razem z dwoma innymi kolegami postanowili założyć zespół. Carson został perkusistą tylko dlatego, że miał własny zestaw perkusyjny. Posiadał wówczas naprawdę niewielkie doświadczenie w tej dziedzinie (zaczął naukę gry na tym instrumencie jakieś dwa miesiące wcześniej). Jego ojciec również w przeszłości grał na perkusji, ale sprzedał swój zestaw zanim urodził się syn.
Carson początkowo próbował swych sił również w pisaniu tekstów, ale poza dwoma piosenkami (Rizzo in the Box oraz Key Lime Pie), nigdy więcej już nie występował w roli autora liryków.